# Lutjanus notatus
Lutjanus notatus là một loài cá biển thuộc chi Lutjanus trong họ Cá hồng. Loài này được mô tả lần đầu tiên vào năm 1828.

## Từ nguyên
Từ định danh notatus trong tiếng Latinh có nghĩa là “có đánh dấu”, hàm ý đề cập đến đốm đen thường xuất hiện ngang đường bên, ngay dưới các tia vây lưng mềm trước nhất ở loài cá này.

## Phân bố và môi trường sống
L. notatus có phân bố giới hạn ở Tây Nam Ấn Độ Dương, cụ thể tại bờ biển Mozambique, bãi cạn Aliwal (Nam Phi), Madagascar, Comoros và nhóm đảo Mascarene. Loài này cũng lần đầu tiên được thu thập từ bờ biển Visakhapatnam (bờ đông Ấn Độ).
L. notatus sống tập trung gần các rạn san hô, được quan sát ở độ sâu khoảng 10–50 m.

## Mô tả
Chiều dài cơ thể lớn nhất được ghi nhận ở L. notatus là 25 cm. Thân trên màu vàng tươi, hơi sẫm nâu ở lưng, dần chuyển sang màu trắng ở bụng. Hai bên thân có 6 sọc mảnh màu xanh lam óng. Có một đốm đen lớn nằm trên đường bên, ngay dưới các tia vây lưng mềm trước nhất.
Số gai ở vây lưng: 11‒12; Số tia vây ở vây lưng: 12‒13; Số gai ở vây hậu môn: 3; Số tia vây ở vây hậu môn: 7‒8.

## So sánh
Phức hợp cá hồng vàng sọc xanh bao gồm các loài sau: Lutjanus bengalensis, Lutjanus coeruleolineatus, Lutjanus kasmira, L. notatus và Lutjanus quinquelineatus, sau đó mới thêm vào 2 loài nữa là Lutjanus octolineatus và Lutjanus sapphirolineatus. Phân tích tiểu đơn vị cytochrome c oxidase I của ty thể giúp xác định tính hợp lệ của từng loài trong phức hợp này.
L. notatus và L. quinquelineatus lần lượt có 5 và 6 sọc xanh, đều có đốm đen nhưng khác nhau về số gai và tia mềm ở vây lưng. L. coeruleolineatus tuy cũng có đốm đen nhưng có đến 7‒8 sọc xanh nhưng khá mảnh.

## Sinh thái
L. notatus thường hợp thành những nhóm nhỏ khoảng 5 đến 10 cá thể hoặc sống đơn độc. Thức ăn của chúng là cá nhỏ hơn và động vật giáp xác.

## Giá trị
L. notatus chủ yếu được đánh bắt thủ công.